# Agoniści
Agoniści – członkowie ruchu religijno-społecznego, skupiającego głównie niewolników i kolonów, z terenu afrykańskich prowincji rzymskich.
Agoniści głosili niezawisłość Kościoła od państwa oraz zwracali się przeciwko właścicielom niewolników i latyfundystom; w połowie IV wieku wywołali duże powstanie.